# 瀬川嘉
瀬川 嘉（せがわ よしみ（旧姓：沖山）、1970年9月12日 - ）は、フリーアナウンサー。元KRY山口放送 アナウンサー。

## 略歴
広島県呉市出身。広島県立広高等学校、広島女学院大学卒業。1988年NHK杯全国高校放送コンテストアナウンス部門優良賞を受賞。1993年山口放送に入社（同期に中村千景、水田薫、山本博子）。1998年頃に結婚。

## 担当番組
現在
- 周南市市政だより(シティーケーブル周南/Kビジョン)※不定期

過去
- ズームイン!!朝!
- KRYテレビ夕刊
- 情報一番!カツ躍ワイド
- 熱血テレビ（初代司会。後に火曜リポーター）
- 歌のない歌謡曲（KRYラジオ 月曜-金曜 7:45-8:00、おはようKRY→KRY Morning Upに内包、1995年4月 - 2023年9月29日、28年半担当）
- ちひろDEブレイク（KRYラジオ 日曜 14:00-14:30）

## CM
- すおう葬祭(当初は本人が画面に登場するCMもあったが、現在はナレーションのみ出演)